# Septo interatrial
El septo interatrial es la pared de tejido que separa las aurículas derecha e izquierda del corazón.

## Estructura
El septo interatrial es un septo que se encuentra entre la aurícula izquierda y la aurícula derecha del corazón humano. El septo interatrial se encuentra en un ángulo de 65 grados desde la parte posterior derecha a la parte anterior izquierda porque la aurícula derecha está ubicada en el lado derecho del cuerpo, mientras que la aurícula izquierda está ubicada en el lado izquierdo del cuerpo.

## Embriología
El septo interatrial se forma durante el primer y segundo mes del desarrollo fetal. La formación del tabique se produce en varias etapas. El primero es el desarrollo del septum primum, una pieza de tejido en forma de media luna que forma el divisor inicial entre las aurículas derecha e izquierda. Debido a su forma de media luna, el septum primum no ocluye por completo el espacio entre las aurículas izquierda y derecha; la abertura que queda se llama ostium primum. Durante el desarrollo fetal, esta abertura permite que la sangre se desvíe de la aurícula derecha a la izquierda.
A medida que crece el septum primum, el ostium primum se estrecha progresivamente. Antes de que el ostium primum esté completamente ocluido, una segunda abertura llamada ostium secundum comienza a formarse en el septum primum. El ostium secundum permite la derivación continua de sangre de la aurícula derecha a la izquierda.

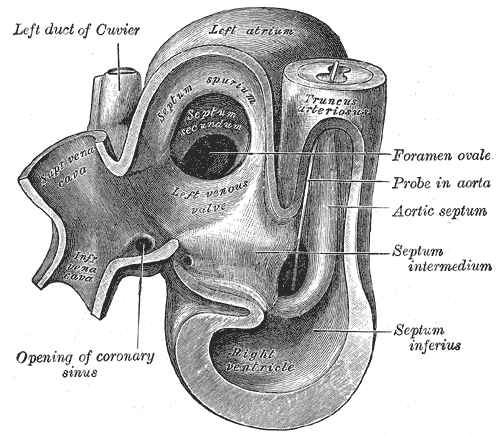
Septum secundum en letras blancas.

A la derecha del septum primum, comienza a formarse el septum secundum. Esta estructura muscular gruesa inicialmente adopta la misma forma de media luna que el septum primum, excepto que se origina en la parte anterior, mientras que el septum primum se origina en la parte posterior. A medida que crece el septum secundum, deja una pequeña abertura llamada foramen oval. El foramen oval se continúa con el ostium secundum, lo que nuevamente permite la derivación continua de la sangre.
El ostium secundum se agranda progresivamente y el tamaño del septum primum disminuye. Eventualmente, el septum primum no es más que un pequeño colgajo que cubre el foramen oval en su lado izquierdo. Este colgajo de tejido se denomina válvula del foramen oval. Se abre y se cierra en respuesta a los gradientes de presión entre las aurículas izquierda y derecha. Cuando la presión es mayor en la aurícula derecha, la válvula se abre; cuando la presión es mayor en la aurícula izquierda, la válvula se cierra. Debido a que los pulmones no funcionan en la vida fetal, la presión en la circulación pulmonar es mayor que la de la circulación sistémica. En consecuencia, la aurícula derecha generalmente está bajo presiones más altas que la aurícula izquierda y la válvula del foramen oval normalmente está abierta.

## Tras el nacimiento
Al nacer, hay una inversión en el gradiente de presión entre las aurículas, lo que resulta en el cierre funcional de la válvula del foramen oval. El cierre anatómico permanente del foramen oval se produce con el tiempo en los lactantes normales. El cierre inadecuado del foramen oval da como resultado un foramen oval permeable.

## Importancia clínica
Un defecto del septo interatrial es una malformación cardíaca relativamente común que ocurre cuando el septo interatrial no se desarrolla correctamente y representan entre el 10al 15% de las anomalías congénitas cardíacas.
La persistencia del ostium secundum es la comunicación interauricular más común. Además, en un subconjunto de la población, el foramen oval no está abiertamente permeable pero los dos septos no se han fusionado. En circunstancias fisiológicas normales, el septum primum actúa como una válvula unidireccional que impide el flujo sanguíneo, como se describió antes; pero, si las condiciones patológicas hacen que la presión de la aurícula derecha exceda la presión de la aurícula izquierda, la sangre puede fluir a través del foramen oval de derecha a izquierda.
Si el septum primum no se fusiona con los cojinetes endocárdicos, se puede producir una comunicación interauricular tipo ostium primum. Este es el segundo tipo más común de comunicación interauricular y se observa comúnmente en el síndrome de Down. Por lo general, este defecto hará que se produzca una derivación desde la aurícula izquierda a la aurícula derecha. Los niños que nacen con este defecto pueden estar asintomáticos, sin embargo, con el tiempo, la hipertensión pulmonar y la hipertrofia resultante del lado derecho del corazón conducirán a la reversión de este cortocircuito. Esta inversión se llama síndrome de Eisenmenger.